# Verein für Bewegungsspiele Friedrichshafen 2022-2023
Questa voce raccoglie le informazioni riguardanti lo Verein für Bewegungsspiele Friedrichshafen nelle competizioni ufficiali della stagione 2022-2023.

## Stagione
Lo Verein für Bewegungsspiele Friedrichshafen partecipa alla stagione 2022-23 senza alcuna denominazione sponsorizzata.
In 1. Bundesliga ottiene un secondo posto in regular season, spingendosi poi fino alla finale dei play-off scudetto, sconfitto dallo Charlottenburg. I due club si erano già affrontati nella finale di Coppa di Lega, vinta sempre dalla formazione berlinese. In Coppa di Germania, invece, il cammino del club viene interrotto in semifinale dal Dürener.
In ambito internazionale è di scena in Champions League, dove viene eliminato ai quarti di finale dai polacchi dello Jastrzębski Węgiel.

## Organigramma societario
Area direttiva
- Presidente: Wunibald Wösle

Area tecnica
- Allenatore: Mark Lebedew
- Allenatore in seconda: Liam Sketcher
- Scoutman: Liane Weber, Radomir Vemić

Area sanitaria
- Medico: Patrick Frei, Johann Kees, Patrick Volo Suntheim
- Fisioterapista: Isabelle Bender, Johanna Keck, Oliver Klenk, Marco Morgenroth

## Rosa
| N° | Nome                   | Ruolo | Data di nascita   | Nazionalità sportiva |
| -- | ---------------------- | ----- | ----------------- | -------------------- |
| 1  | Aleksandar Nedeljković | C     | 27 ottobre 1997   | Serbia               |
| 4  | Tim Peter              | S     | 8 settembre 1997  | Germania             |
| 5  | Mateusz Biernat        | P     | 19 maggio 1992    | Polonia              |
| 6  | Michał Superlak        | O     | 16 novembre 1993  | Polonia              |
| 7  | Luciano Vicentín       | S     | 4 aprile 2000     | Argentina            |
| 8  | Blair Bann             | L     | 26 febbraio 1988  | Canada               |
| 9  | Dejan Vinčić           | P     | 15 settembre 1986 | Slovenia             |
| 10 | Nikola Peković         | L     | 6 marzo 1990      | Serbia               |
| 11 | Marcus Böhme           | C     | 25 agosto 1985    | Germania             |
| 13 | Vojin Ćaćić            | S     | 31 marzo 1990     | Montenegro           |
| 14 | Žiga Štern             | S     | 2 gennaio 1994    | Slovenia             |
| 16 | Simon Kohn             | L     | 5 agosto 2004     | Germania             |
| 17 | Miguel Ángel Martínez  | O     | 23 ottobre 2003   | Colombia             |
| 18 | Andre Brown            | C     | 24 agosto 1990    | Canada               |

## Statistiche

### Statistiche di squadra
| Competizione      | Punti | In casa | In casa | In casa | In trasferta | In trasferta | In trasferta | Totale | Totale | Totale |
| Competizione      | Punti | G       | V       | P       | G            | V            | P            | G      | V      | P      |
| ----------------- | ----- | ------- | ------- | ------- | ------------ | ------------ | ------------ | ------ | ------ | ------ |
| 1. Bundesliga     | 38/12 | 16      | 11      | 5       | 16           | 10           | 6            | 32     | 21     | 11     |
| Coppa di Germania | -     | 0       | 0       | 0       | 3            | 2            | 1            | 3      | 2      | 1      |
| Coppa di Lega     | -     | -       | -       | -       | -            | -            | -            | 3      | 2      | 1      |
| Champions League  | 10    | 5       | 3       | 2       | 5            | 3            | 2            | 10     | 6      | 4      |
| Totale            | -     | 21      | 14      | 7       | 24           | 15           | 9            | 48     | 31     | 17     |

G = partite giocate; V = partite vinte; P = partite perse

### Statistiche dei giocatori
| Giocatore      | 1. Bundesliga | 1. Bundesliga | 1. Bundesliga | 1. Bundesliga | 1. Bundesliga | Coppa di Germania | Coppa di Germania | Coppa di Germania | Coppa di Germania | Coppa di Germania | Coppa di Lega | Coppa di Lega | Coppa di Lega | Coppa di Lega | Coppa di Lega | Champions League | Champions League | Champions League | Champions League | Champions League | Totale | Totale | Totale | Totale | Totale |
| Giocatore      | P             | PT            | AV            | MV            | BV            | P                 | PT                | AV                | MV                | BV                | P             | PT            | AV            | MV            | BV            | P                | PT               | AV               | MV               | BV               | P      | PT     | AV     | MV     | BV     |
| -------------- | ------------- | ------------- | ------------- | ------------- | ------------- | ----------------- | ----------------- | ----------------- | ----------------- | ----------------- | ------------- | ------------- | ------------- | ------------- | ------------- | ---------------- | ---------------- | ---------------- | ---------------- | ---------------- | ------ | ------ | ------ | ------ | ------ |
| B. Bann        | 27            | 0             | 0             | 0             | 0             | 2                 | 0                 | 0                 | 0                 | 0                 | 2             | 0             | 0             | 0             | 0             | 8                | 0                | 0                | 0                | 0                | 39     | 0      | 0      | 0      | 0      |
| M. Biernat     | 21            | 31            | 12            | 14            | 5             | 2                 | 4                 | 3                 | 0                 | 1                 | 2             | 0             | 0             | 0             | 0             | 6                | 0                | 0                | 0                | 0                | 31     | 35     | 15     | 14     | 6      |
| M. Böhme       | 17            | 113           | 70            | 40            | 3             | 2                 | 10                | 6                 | 4                 | 0                 | 2             | 13            | 6             | 6             | 1             | 7                | 9                | 7                | 2                | 0                | 28     | 145    | 89     | 52     | 4      |
| A. Brown       | 27            | 163           | 102           | 53            | 8             | 2                 | 11                | 7                 | 4                 | 0                 | 3             | 19            | 9             | 9             | 1             | 11               | 76               | 43               | 31               | 2                | 43     | 269    | 161    | 97     | 11     |
| V. Ćaćić       | 20            | 117           | 90            | 10            | 17            | 2                 | 4                 | 3                 | 1                 | 0                 | 0             | 0             | 0             | 0             | 0             | 9                | 18               | 14               | 1                | 3                | 31     | 139    | 107    | 12     | 20     |
| S. Kohn        | 21            | 19            | 14            | 5             | 0             | 1                 | 0                 | 0                 | 0                 | 0                 | 2             | 0             | 0             | 0             | 0             | 4                | 1                | 1                | 0                | 0                | 28     | 20     | 15     | 5      | 0      |
| M.Á. Martínez  | 16            | 54            | 44            | 5             | 5             | 1                 | 14                | 13                | 1                 | 0                 | 2             | 3             | 3             | 0             | 0             | 3                | 1                | 1                | 0                | 0                | 22     | 72     | 61     | 6      | 5      |
| A. Nedeljković | 30            | 216           | 145           | 60            | 11            | 3                 | 20                | 12                | 6                 | 2                 | 2             | 21            | 12            | 8             | 1             | 10               | 83               | 57               | 25               | 1                | 45     | 340    | 226    | 99     | 15     |
| N. Peković     | 19            | 0             | 0             | 0             | 0             | 2                 | 0                 | 0                 | 0                 | 0                 | 1             | 0             | 0             | 0             | 0             | 5                | 0                | 0                | 0                | 0                | 27     | 0      | 0      | 0      | 0      |
| T. Peter       | 28            | 213           | 174           | 17            | 22            | 1                 | 10                | 9                 | 1                 | 0                 | 3             | 18            | 13            | 5             | 0             | 11               | 33               | 28               | 1                | 4                | 43     | 274    | 224    | 24     | 26     |
| Ž. Štern       | 19            | 188           | 144           | 29            | 15            | 3                 | 36                | 25                | 8                 | 9                 | 3             | 26            | 21            | 1             | 4             | 11               | 128              | 107              | 12               | 10               | 36     | 378    | 297    | 50     | 38     |
| M. Superlak    | 30            | 487           | 424           | 29            | 34            | 2                 | 24                | 23                | 1                 | 0                 | 3             | 43            | 39            | 1             | 3             | 11               | 141              | 129              | 4                | 8                | 46     | 695    | 615    | 35     | 45     |
| L. Vicentín    | 27            | 319           | 237           | 42            | 40            | 2                 | 33                | 26                | 4                 | 3                 | 3             | 23            | 16            | 2             | 5             | 11               | 111              | 92               | 13               | 6                | 43     | 486    | 371    | 61     | 54     |
| D. Vinčić      | 25            | 47            | 26            | 17            | 4             | 2                 | 5                 | 3                 | 2                 | 0                 | 3             | 5             | 4             | 1             | 0             | 11               | 24               | 14               | 8                | 2                | 41     | 81     | 47     | 28     | 6      |

P = presenze; PT = punti totali; AV = attacchi vincenti; MV = muri vincenti; BV = battute vincenti